# Cast (groupe mexicain)
 (novembre 2021).
Si vous disposez d'ouvrages ou d'articles de référence ou si vous connaissez des sites web de qualité traitant du thème abordé ici, merci de compléter l'article en donnant les références utiles à sa vérifiabilité et en les liant à la section « Notes et références ».
Pour les articles homonymes, voir Cast.
Cast est un groupe de rock symphonique mexicain dont l'histoire débute le 15 avril 1978. Le groupe a été fondé à Mexicali et est toujours actif aujourd'hui avec pas moins de vingt albums publiés à ce jour.

## Biographie
Le groupe Cast est formé au printemps 1978 par la volonté d'Alfonso Vidales. Le groupe est alors composé de Juan Carlos Ochoa au chant et à la batterie, Javier Rosales à la guitare, Gabriel Rosales à la basse, Rosales Lorenzo à la batterie (plus tard remplacé par Raul Montoya) et Alfonso Vidales au clavier.
On a que peu d'informations sur les 16 premières années d'existence du groupe si ce n'est la publication d'un single en 1979 ("Complots") et une activité scénique au "Café Literario" à Mexicali.
Changement radical entre 1994 et 1995 puisque le groupe publie alors pas moins de cinq albums, ce qui laisse penser qu'il s'agit là de matériel accumulé au cours des années précédentes. Deux albums supplémentaires et trois ans plus tard, le groupe signe avec le label Musea. En 1999, l'album Imaginary Window marque le passage du groupe du rock néo-progressif au rock symphonique.
Depuis le début des années 2000, la production musicale du groupe a suivi un rythme soutenu (12 albums studio entre 2000 et 2021 ainsi que deux albums live). Cette activité est allée de pair avec une reconnaissance internationale. La qualité des compositions est aussi au rendez-vous, du rock progressif symphonique de haute volée, énergique et virtuose et, quelque part, joyeux... Cast demeure un groupe en constante évolution, cherchant toujours à élever son jeu.

## Membres

### Membres actuels (en 2021)
- Alfonso Vidales (Claviers)
- Antonio Bringas (Batterie)
- Claudio Cordero (Guitares)
- Bobby Vidales (Chant)
- Roberto Izzo (Violon)
- Lupita Acuña (Chant)
- Carlos Humarán (Basse)

### Anciens membres
- Raul Montoya
- Dino Brassea
- Francisco Hernandez
- Enrique Slim
- Rodolfo Gonzalez
- Kiko King
- Pepe Torres
- Flavio Miranda

## Discographie

### Albums studio
- 1994 : Landing In A Serious Mind
- 1994 : Sounds Of Imagination
- 1994 : Third Call
- 1995 : Four Aces
- 1995 : Endless Signs
- 1996 : Beyond Reality
- 1997 : Angels And Demons
- 1999 : Imaginary Window
- 2000 : Legacy
- 2002 : Infinity
- 2003 : Al-Bandaluz
- 2004 : Nimbus
- 2006 : Mosaïque
- 2007 : Com.Union
- 2008 : Originallis
- 2011 : Art
- 2014 : Arsis
- 2015 : Vida
- 2017 : Power And Outcome
- 2021 : Vigesimus

### Albums live
- 1999 : A Live Experience
- 2000 : Castalia
- 2018 : Sinfonico Live

### Compilations
- 1996 : A View of Cast
- 2000 : Laguna de Volcanes
- 2005 : The Pyramid Of The Rain

### Vidéos
- 2016 : Sands of Time - Live